# 史蒂芬·福斯特
史蒂芬·柯林斯·福斯特（英語：Stephen Collins Foster，1826年7月4日—1864年1月13日）是美国作曲家及作词家，被誉为“美国音乐之父”。福斯特以客厅音乐和黑脸吟游音乐闻名，一生创作了至少200首歌曲，其中多首至今仍然流行。

## 生平
史蒂芬·福斯特1826年出生於美國賓夕凡尼亞州的中產階級家庭，他是全家十個孩子當中最小的一個，出生當天正好是美國獨立日五十週年。福斯特的父親威廉喜好音樂，會拉小提琴；而他的母親伊麗莎也是一位受過良好教育、優雅的女性。
福斯特從沒受過正統音樂訓練，卻從小就表現出非凡的音樂天賦。七歲自學長笛，九歲學吉他，後來又自學會單簧管。福斯特對作曲很感興趣，經常研究莫札特、貝多芬和韋伯的作品，甚至連在睡夢中都能哼出旋律。於1844年，他16歲時作成了第一首歌曲《戀人請打開窗》，18歲時正式踏入作曲生涯，但一直都沒有太好的際遇。
1864年1月，福斯特生了一場病，發燒且身體虛弱；此時他待在紐約曼哈頓一家旅館裡。他的搭檔作詞人喬治·庫柏發現他倒臥在浴室碎裂的洗手台旁，頭與頸部全是血。可能是因神智不清失去平衡而意外跌倒，也無法排除是自殘。不久後，福斯特在貝爾維尤醫院去世，享年37歲。推測致命傷為頸動脈破裂造成的大量出血。
據傳當福斯特的妻子珍妮得知他的死訊，一看到他的遺體就淚流滿面。福斯特的遺體被埋葬在賓夕法尼亞州匹茲堡的阿勒格尼公墓。 福斯特死後，在他的皮製錢包中發現37美分又3便士零錢、一張紙條（上面的字有些潦草，但可以辨識出寫著「親愛的朋友和溫柔的心」"Dear friends and gentle hearts"），還有一些尚未發表的作品手稿，當中有一首《美丽的梦神》就是福斯特死後兩個月才被發表的，到現在亦為人所熟悉。

## 家庭

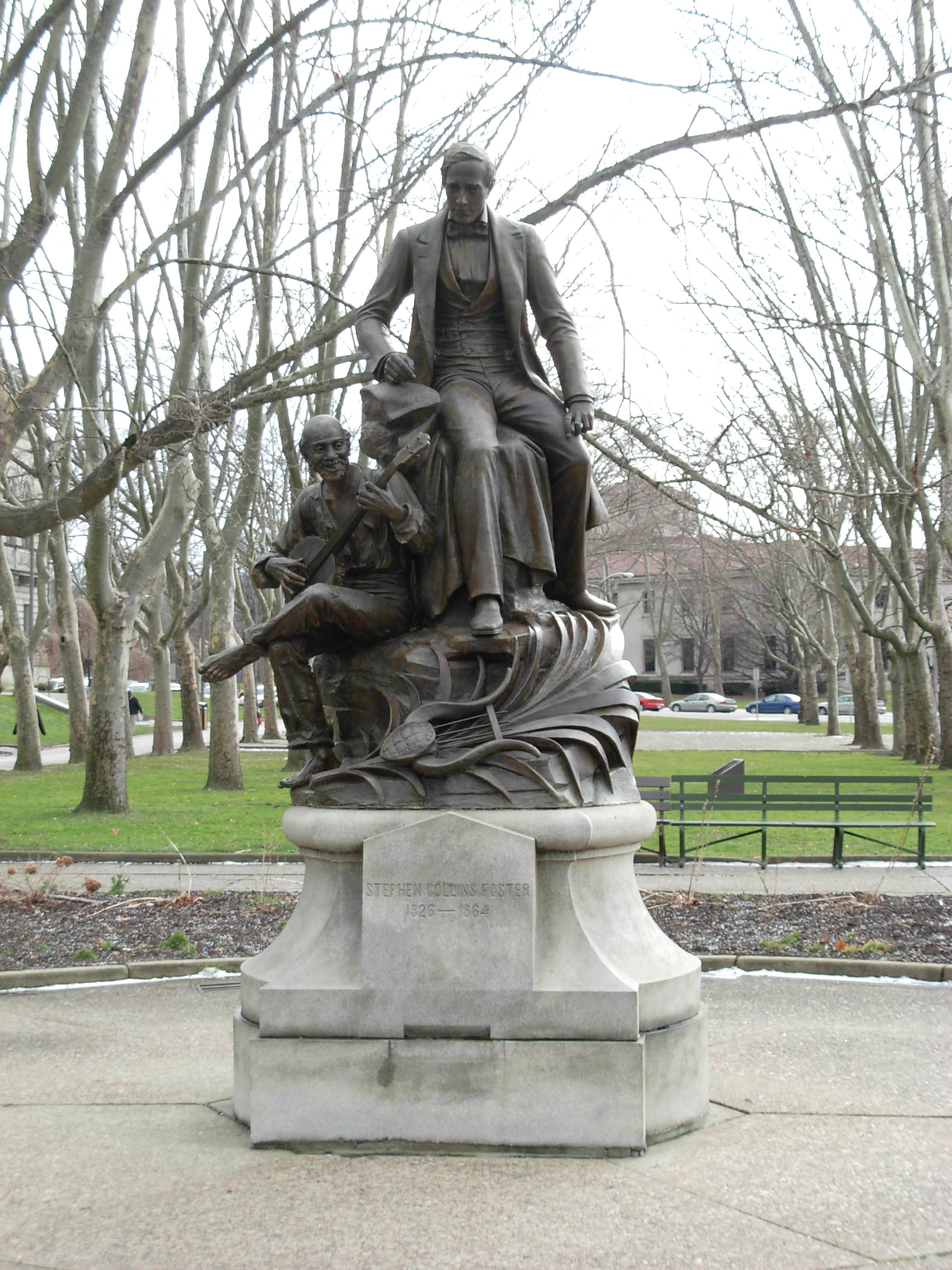
史蒂芬·福斯特雕像

- 父親：威廉·巴克萊·福斯特（William Barclay Foster，1779年9月7日－1855年7月27日）
- 母親：艾麗莎·克萊蘭（湯姆林生）·福斯特（Eliza Clayland（Tomlinson）Foster，1788年1月－1855年1月）
- 姐妹：蘇珊娜（Susanna）、愛麗莎（Eliza）與 韓麗葉塔（Henrietta）
- 兄弟：詹姆斯（James）（幼年早逝）、（鄧寧·麥克奈爾）Dunning McNair、莫里遜（Morrison）和威廉（William）。

在1850年，福斯特與珍·丹妮·麥克道威爾（Jane（Jeanie）Denny McDowell）結婚。育有一個女兒。

## 作品
福斯特的眾多歌曲中，最為人所熟悉的有：
- 1848年《哦！苏珊娜》
- 1850年《Camptown Races》
- 1851年《故乡的亲人（英语：Old Folks at Home）》（又名《斯瓦尼河》）
- 1853年《肯塔基老家鄉（英语：My Old Kentucky Home）》
- 1854年《金发的珍妮姑娘（英语：Jeanie with the Light Brown Hair）》《艰难日子不再来（英语：Hard Times Come Again No More）》
- 1859年《Gentle Annie》
- 1860年《老黑爵》
- 1864年《美丽的梦神（英语：Beautiful Dreamer）》
- 1865年《The Voices That Are Gone》

## 軼事與影響
福斯特寫的某些歌曲，以非裔美國人為主角，表達了對黑人奴隸所受苦難的同情，這在當時為白人聽眾創作的歌曲中是很少見的。福斯特還是第一位描繪親密黑人夫妻的白人作曲家。儘管福斯特的許多歌曲都提到美國南方的日常生活，但他本人除了1852年短暫在新奧爾良度過蜜月外，並沒有遊歷過南方 。
雖然福斯特本人幾乎沒有創作古典器樂，但他的歌曲後來被德沃夏克改編、被喬治·查德威克和查理斯·艾伍士引用。
福斯特的生平曾被日本動畫公司製成電視動畫《風中少女 金髮珍妮》，劇中配樂以福斯特的歌曲及黑人靈歌為主。